# マルデオオホシミミヨトウ
マルデオオホシミミヨトウ（まるで大星耳夜盗）、学名 Condica aroana (Bethune-Baker, 1906) はヤガ科に分類されるガの一種。東アジアからオーストラリア区まで分布する。種小名 aroana （アロア川の･･･）はタイプ産地であるパプアニューギニアのアロア川（Aroa River）に由来し、マルデ…という和名は同属のオオホシミミヨトウに外見が酷似していることに因む。

## 分布
- 東アジア（日本、朝鮮半島、中国、台湾）[2]。
  - 日本では佐賀県[2]と大阪府南西部の金剛山[3]から1個体ずつの記録がある。
- 東南アジア[4]。
- パプアニューギニア、ビスマルク諸島、クイーンズランド[4]。

## 形態
開張（両翅を開いたときの最大幅）は27mmから30mm。前翅は黒褐色で外縁線と外横線は小白点列となり、腎状紋と環状紋は時にやや不明瞭。後翅の地色は前翅よりやや明るい黒褐色で、うっすらとした淡色の外横線がある。オスの触角は繊毛に被われた葉片状。オスの交尾器は、ウンクスが細長く先端は尖り、バルバの先端は丸味があり、ククルスには密生する剛毛を欠き、ベシカには骨化した鋸歯状切片をもたない。
[交尾器の写真 http://www.mothsofborneo.com/part-12/amphipyrinae/amphipyrinae_27_2.php]。

## 生態
寄主植物は未知。タイプ標本は3月と4月に採集されており、日本では8月と9月に成虫が採集されている。ボルネオのキナバル山では標高1200mまで見られる。

## 分類
原記載
- Perigea aroana Bethune-Baker, 1906; Novit. Zool. 13 (2): 194[1].

タイプ産地
- Aroa River （パプアニューギニア、アロア川）

タイプ標本
- ホロタイプ：　ロンドン自然史博物館収蔵[5]

異名
- Perigea aroana Bethune-Baker, 1906 （原記載時の学名）
- Platysenta aroana (Bethune-Baker); Holloway, 1976: 14.
- Prospalta ochreata Warren, 1937[6] Lesser Key Island（カイ諸島）産.
- Condica minuscula (Berio, 1977)

亜種
- 亜種の区別はなされていない[2]。

類似種
- オオホシミミヨトウ Condica illecta はよく似るが、前翅の外横線が点状にならないことや、後翅の内方が淡色になって翅脈が暗色に目立つことなどが外見上の違いとされるが、正確な同定にはオスの交尾器の形態を調べなければならない。オオホシミミヨトウの交尾器はククルスに密生する剛毛と、ベシカ基部に骨化した鋸歯状の切片をもつが、マルデオオホシミミヨトウの交尾器はこれらの両方を欠いている。
- その他 Condica 属には、マエテンヨトウCondica fuliginosa をはじめ酷似した種が多く、外見のみでの識別は難しい場合がある。別属のホシミミヨトウ Mesapamea concinnata も外見がやや似ている。